# Кіктенко Володимир Костянтинович
Володимир Костянтинович Кіктенко (22 березня 1932, Коротне, тепер Слободзейського району, Молдова — ?) — молдавський радянський державний і комуністичний діяч, 1-й секретар Кишинівського міського комітету КП Молдавії, заступник голови Ради міністрів Молдавської РСР. Депутат Верховної Ради Молдавської РСР 8—9-го скликань. Член ЦК Комуністичної партії Молдавії. Депутат Верховної Ради СРСР 10—11-го скликань.

## Життєпис
У 1952—1959 роках — технік, інженер дорожньо-експлуатаційних ділянок.
Закінчив Київський технологічний інститут легкої промисловості.
Член КПРС з 1959 року.
У 1959—1964 роках — інженер, заступник начальника цеху, старший диспетчер, директор швейної фабрики, головний інженер швейного об'єднання Молдавської РСР.
У 1964—1969 роках — заступник начальника управління; заступник міністра легкої промисловості Молдавської РСР.
Закінчив Вищу партійну школу при ЦК КПРС.
У 1969—1970 роках — інспектор ЦК КП Молдавії.
9 липня 1970 — 8 серпня 1978 року — міністр побутового обслуговування населення Молдавської РСР.
У серпні 1978 — липні 1986 року — 1-й секретар Кишинівського міського комітету КП Молдавії.
7 липня 1986 — 4 грудня 1989 року — заступник голови Ради міністрів Молдавської РСР.
Потім — на пенсії.

## Нагороди
- орден Жовтневої Революції
- два ордени Трудового Червоного Прапора
- орден «Знак Пошани»
- медалі